# Russell Brookes
Pour les articles homonymes, voir Brookes.
Russell Brookes, né le 16 août 1945 à Redditch (Worcestershire) et mort le 30 octobre 2019, est un pilote automobile britannique de rallyes.

## Biographie
Russell Brookes commence la compétition automobile en 1965, notamment sur BMC Mini Cooper.
À compter de 1976, il dispute le championnat britannique (avec le team Ford "works") particulièrement réputé, alors que Björn Waldegård, Hannu Mikkola et Ari Vatanen sont ses maîtres à penser en matière de conduite automobile au sein du monde Ford. Il évolue aussi avec ce même constructeur jusqu'en 1979 en WRC.
S'écoulent ensuite deux saisons  avec la marque Talbot.

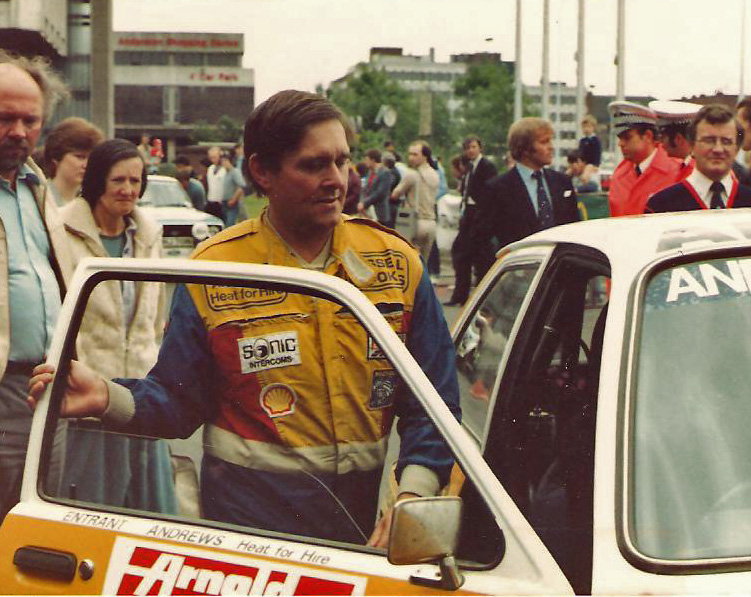
Russel Brookes au rallye d'Écosse en 1982.

En 1981, grâce aussi à l'apport de son nouveau coéquipier Jimmy McRae (le propre père de Colin McRae) dans le team Vauxhall/Opel, sur Chevette HSR et au sein du Groupe B sur Opel Manta 400, chacun des deux obtient tour à tour le titre de meilleur pilote du BRC.

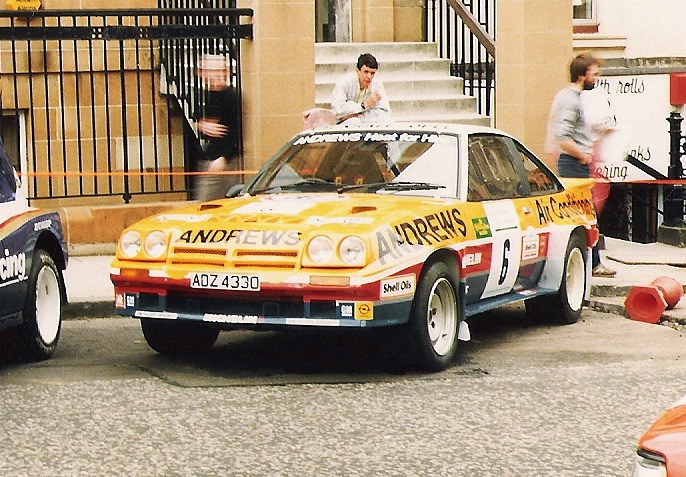
Opel de Russell Brookes au rallye d'Écosse en 1986.

En 1986, l'Opel Vauxhall Astra de Russel Brookes n'est pas compétitive.
En 1987 ce dernier évolue sur une Lancia Delta Integrale "works".
En 1988, il rejoint de nouveau l'environnement Ford, toujours dans le cadre du BRC, désormais sur Ford Sierra RS Cosworth. Par la suite il pilote une Ford Sapphire Cosworth 4x4 de 1989 à 1991.
En septembre 2008, il prend part au Colin McRae Forest Stages Rally, alors manche du championnat d'Écosse des rallyes (disputée à Perth).
Il compte au total 21 départs en WRC, de 1973 à 1994, et a conduit successivement des voitures Ford, Talbot, et enfin Vauxhall/Opel. Il est crédité d'un total de 56 points en championnat mondial, et a remporté 38 spéciales. Il a débuté et finit ce dernier par le même rallye: le RAC Rally.

## Palmarès

### Titres
- Champion d'Angleterre des rallyes (BRC): 1977, sur Ford Escort RS1800 (open);
- Champion d'Angleterre des rallyes: 1985, sur Opel Manta 400;
- Champion d'Irlande des rallyes: 1989, sur Ford Sierra Cosworth;

### Victoires
- Rallye Audi Sport: 1976 (copilote John Brown)[2] et 1990 (copilote Neil Wilson)[3];
- Rallye de Nouvelle-Zélande:  1978 (Coupe FIA des conducteurs (2L) - 5e du classement de la coupe la même année) (avec Chris Porter, sur Ford Escort RS 1800);
- Rallye des Tulipes:  1978 (ERC, copilote son compatriote Peter Bryant, sur Ford Escort RS1800) (rallye déjà remporté familialement par Raymond et Edward Brookes en 1956, sur Austin A30);
- Circuit d'Irlande: 1977 et 1978 (avec John Brown, sur Ford Escort RS1800), et 1983 (avec Mike Broad, sur Vauxhall Chevette 2300 HSR);
- Rallye de Bahreïn: 1984 (avec Mike Broad, sur Talbot Sunbeam Lotus en MERC);
- Rallye de l'île de Man: 1985 (avec Mike Broad, sur Opel Manta 400), 1989 (avec  Neil Wilson, sur Ford Sierra RS Cosworth), et 1990 (avec le même copilote, et le même véhicule) (encore 3e en 1991);

Podiums en WRC;
- 2e du  RAC Rally  en  1979 (avec Paul White, sur Ford Escort RS 1800);
- 3e du  RAC Rally  en  1977 (avec  John Brown, même véhicule), et  1978 (avec Derek Tucker, sur Ford RS 1800);

Autres podiums (en ERC):
- 2e du rallye de Chypre en 1984 (avec Mike Broad, sur Opel Manta 400);
- 3e du rallye de Chypre en 1985 (avec Mike Broad, sur Opel Manta 400).

(et 6e du championnat d'Europe en 1977)

## Distinction
- Meilleur pilote du championnat BRC en 1985.

## Galerie

La Manta 400 de Russell Brookes.
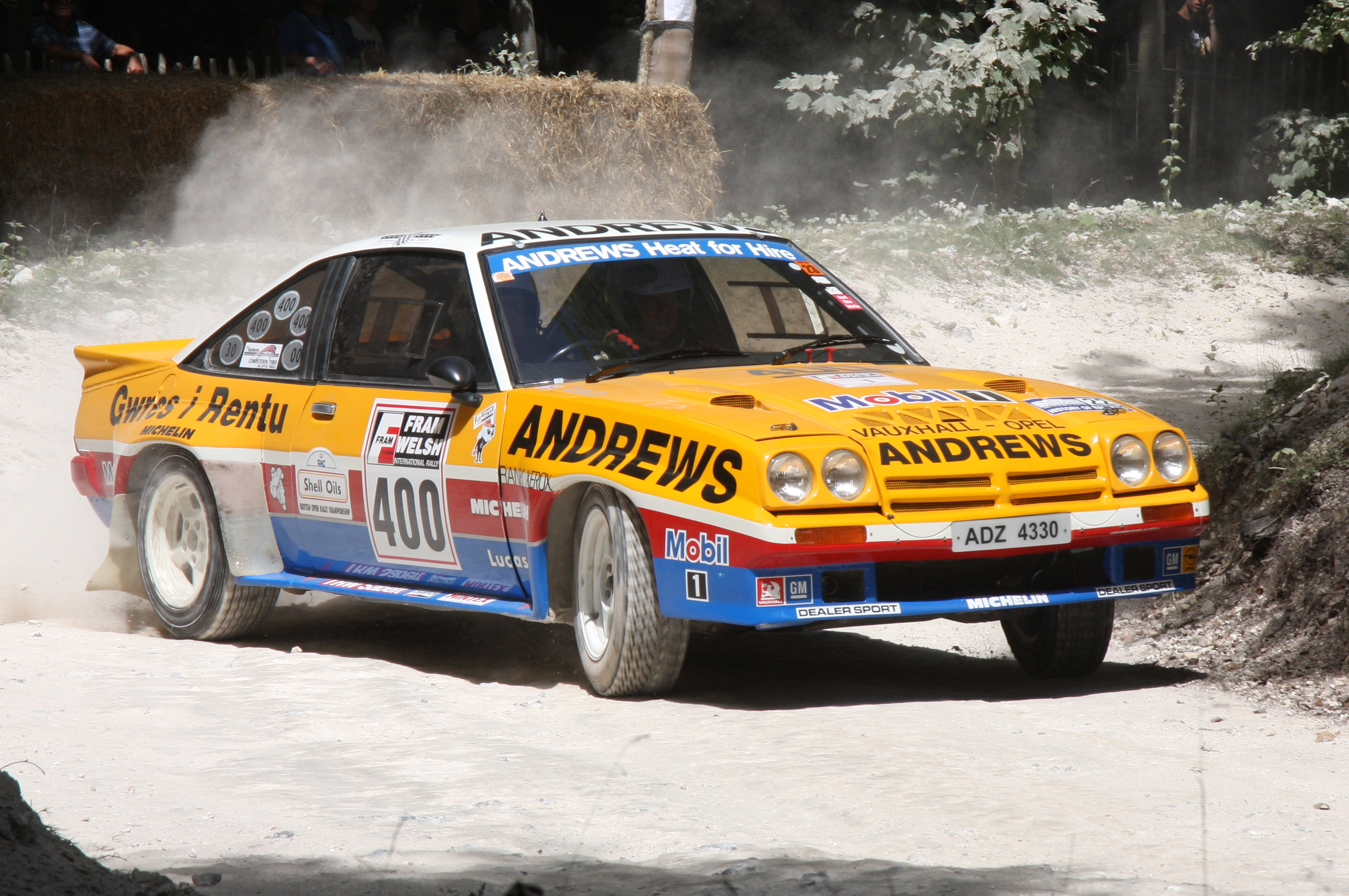
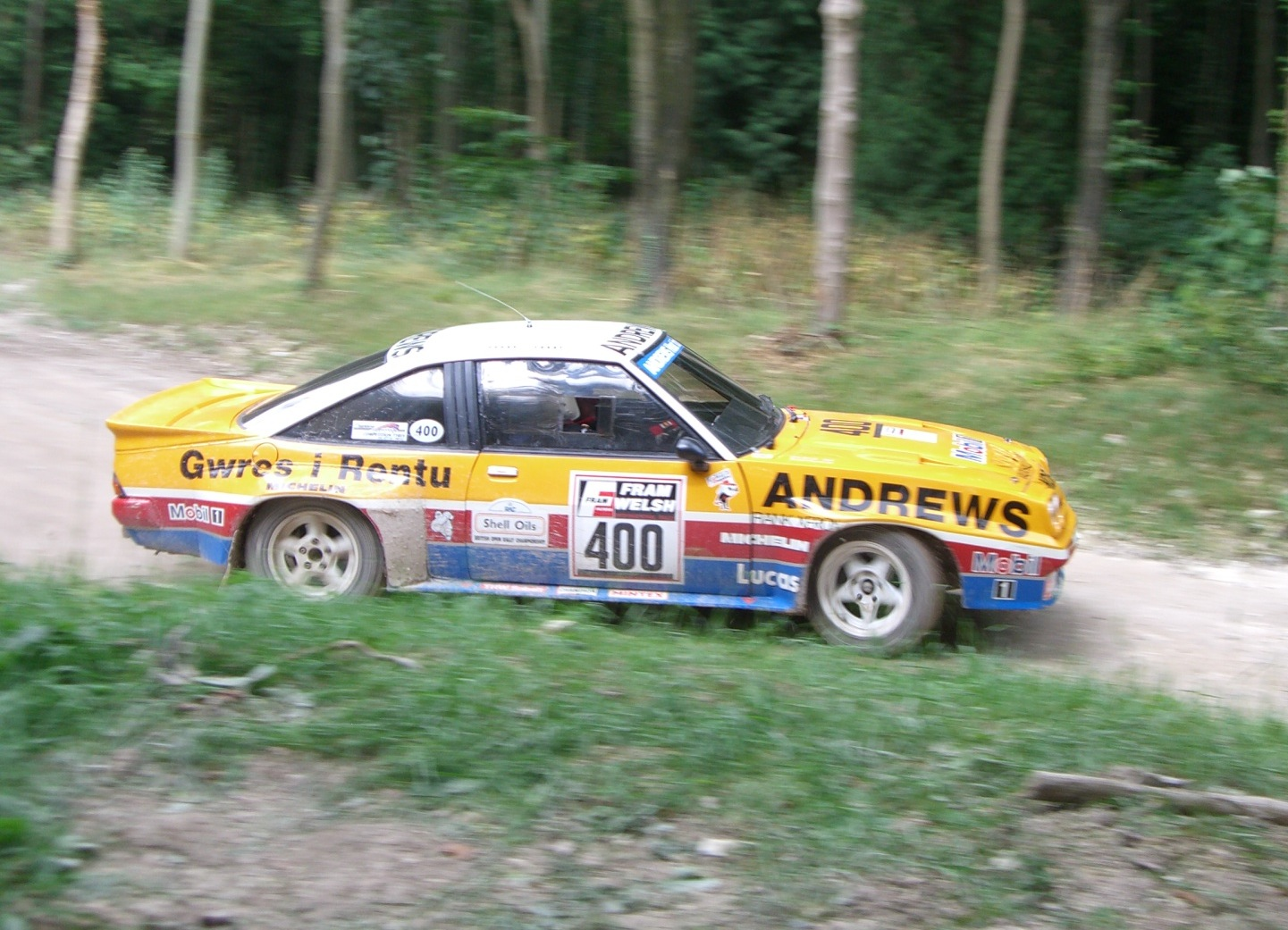
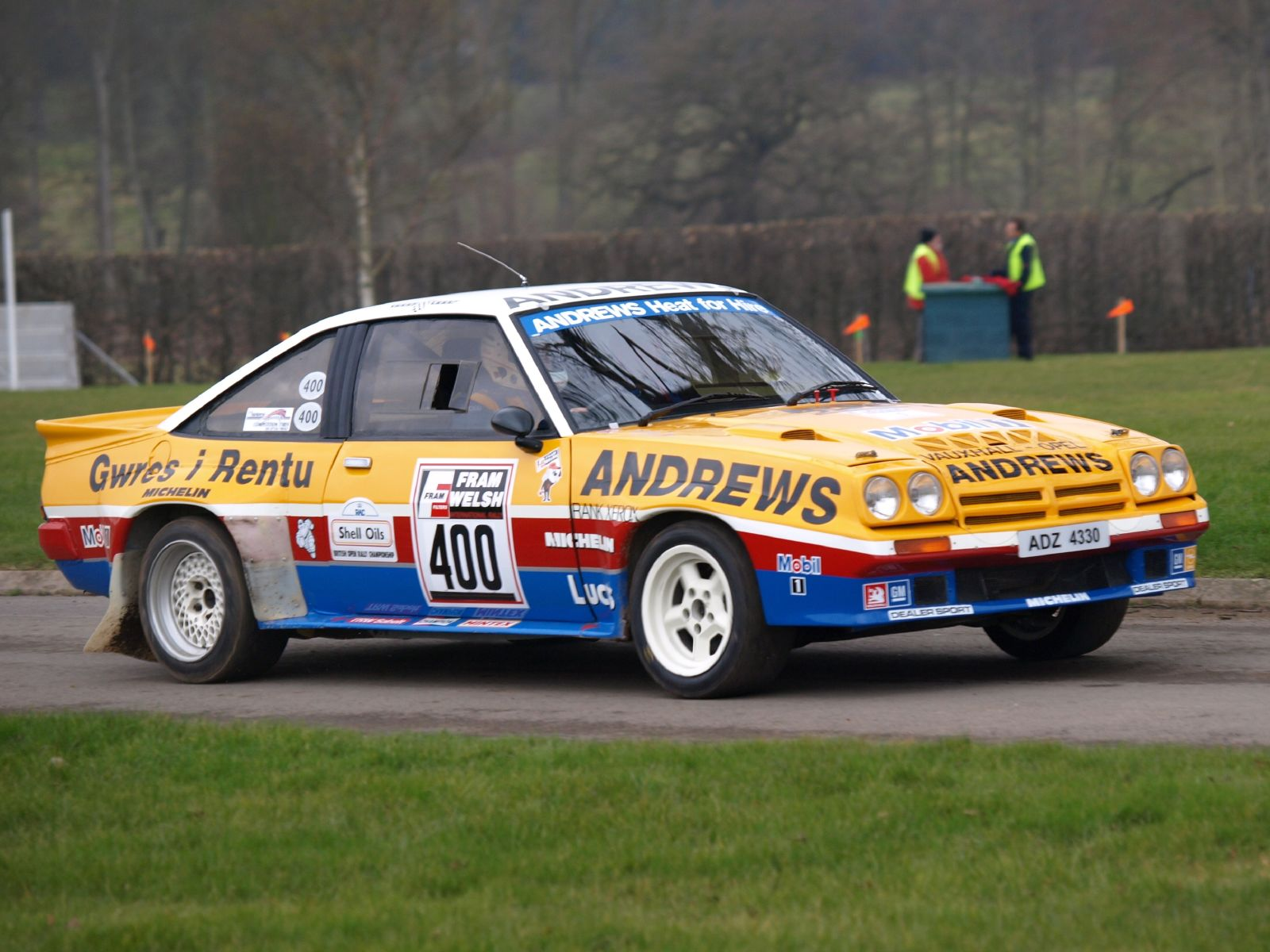
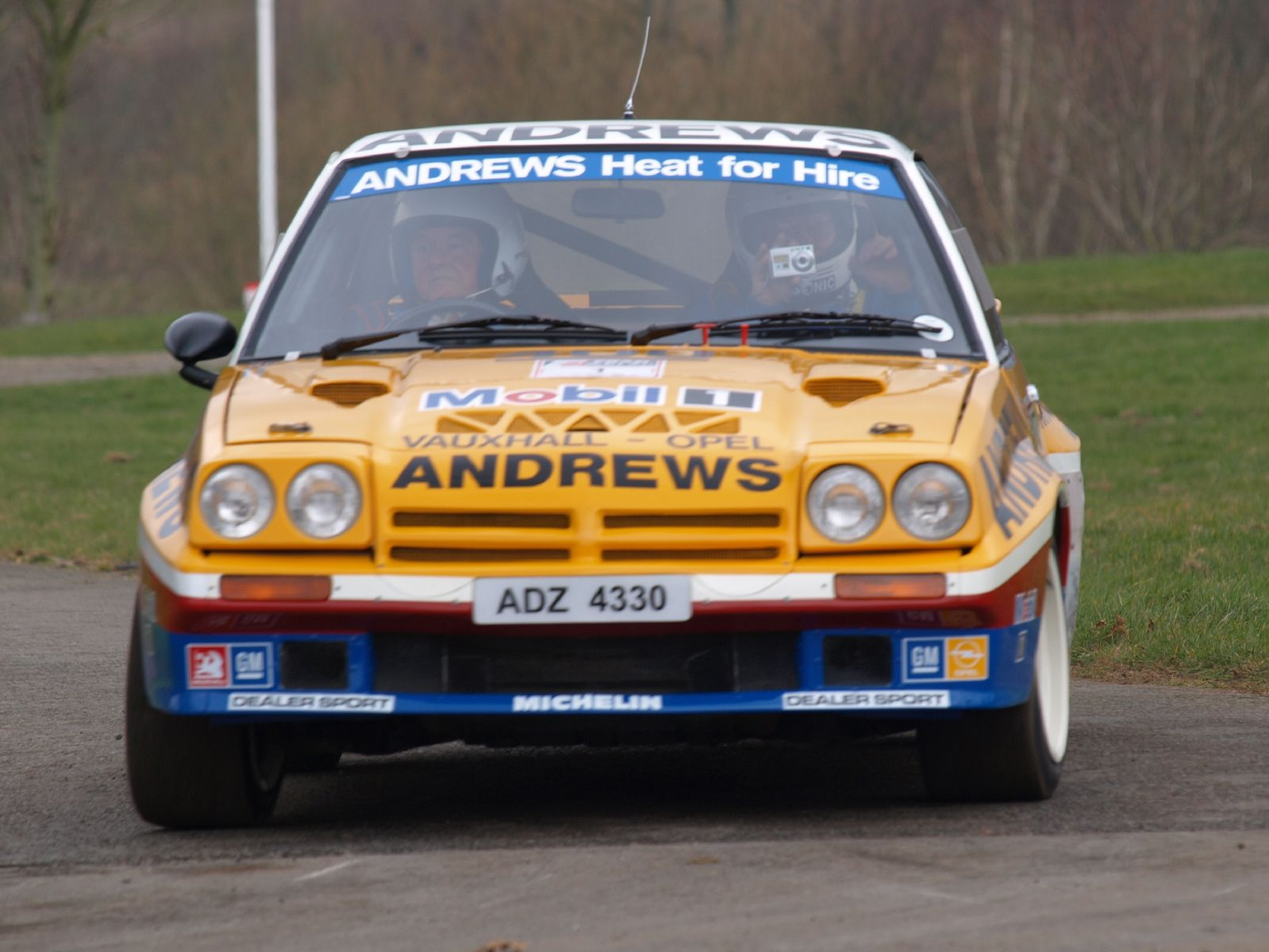
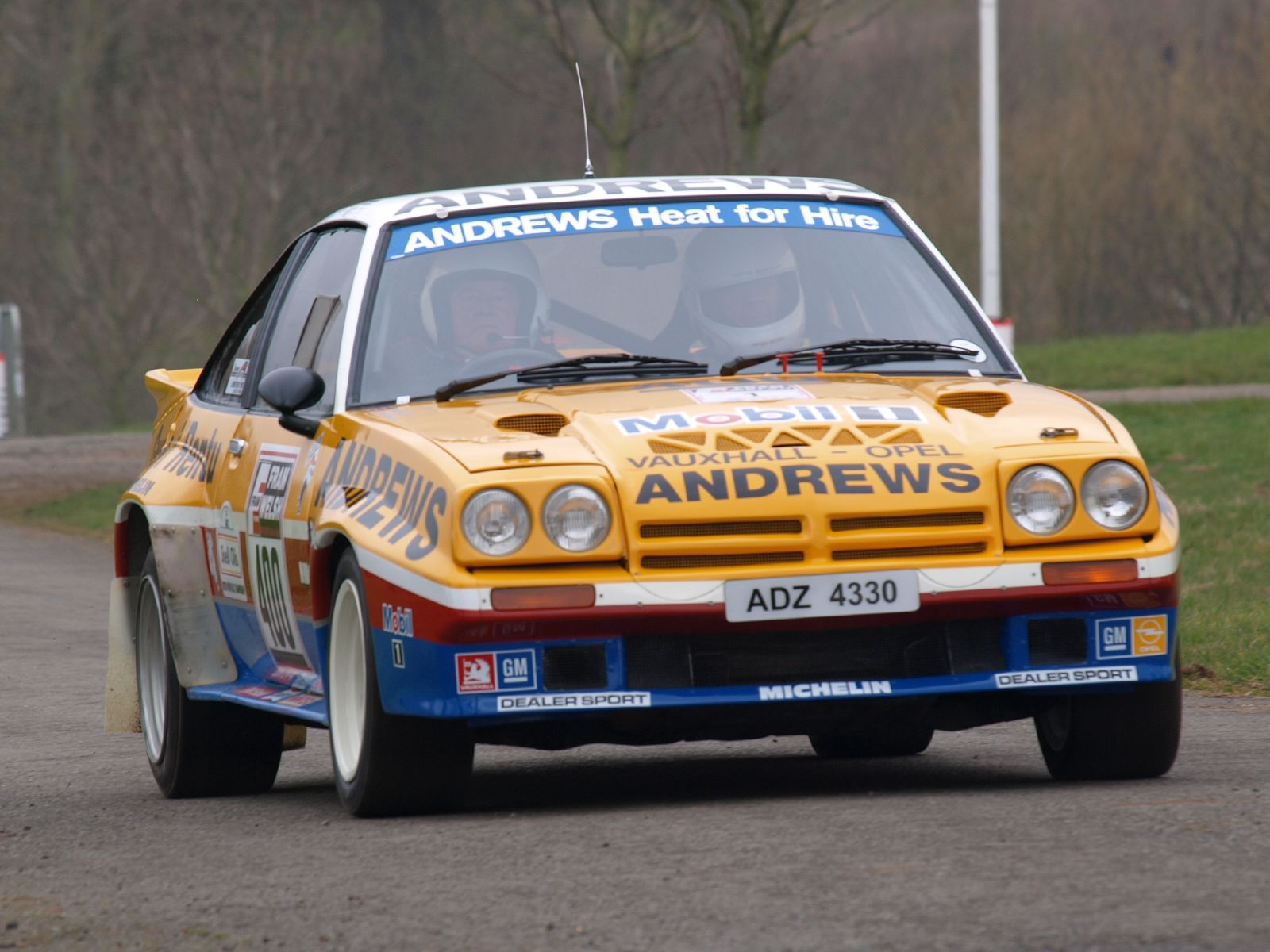